# Austrocnemis obscura
Austrocnemis obscura är en trollsländeart som beskrevs av Günther Theischinger och Watson 1991. Austrocnemis obscura ingår i släktet Austrocnemis och familjen dammflicksländor. Inga underarter finns listade i Catalogue of Life.